# 折獄龜鑑
《折狱龟鉴》又名《决狱龟鉴》，是南宋人郑克所著的案例集。绍兴三年（1133年）下诏恤刑，鄭克在五代时期和凝父子所著的《疑狱集》基础上创作完成《折狱龟鉴》。

## 編著結構
是書以《疑狱集》为底本，增加了很多条目。故事多见於正史，或出于墓志，更附益宋朝故事。辑录自春秋、战国，至北宋大观、政和年间有关断狱量刑的案例270余条，390余事，並逐条加以评述。许多条目之末，附有郑克的按语。內容分为〈释冤〉（上、下）、〈辨诬〉、〈鞫情〉、〈议罪〉、〈宥过〉、〈惩恶〉、〈察奸〉、〈核奸〉、〈擿奸〉、〈察慝〉、〈证慝〉、〈钩慝〉、〈察盗〉、〈迹盗〉、〈谲盗〉、〈察贼〉、〈迹贼〉、〈谲贼〉、〈严明〉、〈矜谨〉等20类。 明代《永乐大典》载有全书，但各卷界限已不可考。清代四库館臣曾加以校订，重新整理，分为8卷。清人胡文炳在该书基础上写成了《折狱龟鉴补》，計案情719則，約26萬字。

## 內容評述
晁公武《郡斋读书志》称其「依刘向《晏子春秋》，举其纲要为之目录，体例井然」。《四库全書總目提要》亦称其「究悉物情，用于见闻而资触发，较和氏父子之书，特为赅备」。《折狱龟鉴》虽以《疑狱集》为基础，但文字上有所改动，甚至情节上也不尽相同，明顯有個人再創作的色彩。
该书提出了「情迹论」，情指案情真相，迹指痕迹、物证，主张通过物证来推断案情真相，並反对「深文峻法，务为苛刻」。情迹论是物证理论出现的标志。本書「所辑故事，务求广博」，故不免有迷信的思想，還有鼓吹因果报应之說。